# Range-R
Ne doit pas être confondu avec Ranger.
 (janvier 2015).
Le Range-R est un radar produit par l'entreprise L-3 Communications qui permet aux forces de l'ordre de détecter la présence et l'activité de personnes à travers un mur (en brique ou en béton), y compris le simple fait de respirer, à une distance de plus de 15 mètres. Chaque unité coûte environ 6 000 dollars.

## Fonctionnement
Le Range-R permet de détecter le mouvement et d'indiquer à quelle distance il se situe mais ne dresse pas une « image » des lieux, ce que permettent en revanche des modèles de radars développés par d'autres entreprises, qui peuvent également être montés sur des drones,.

## Utilisation
En janvier 2015, environ 200 unités du Range-R étaient utilisées aux États-Unis depuis mars 2012 par plus d'une cinquantaine d'organismes chargés de l'application de la loi (notamment le United States Marshals Service), qui ne l'ont pas déclaré. Son utilisation a été révélée devant la cour d'appel du Kansas en décembre 2014, par un agent des forces de l'ordre qui devait justifier d'être entré dans le domicile d'un suspect sans éléments probants pouvant faire croire à sa présence dans les lieux.